# La Roche-l’Abeille
La Roche-l’Abeille – miejscowość i gmina we Francji, w regionie Nowa Akwitania, w departamencie Haute-Vienne.
Według danych na rok 1990 gminę zamieszkiwały 563 osoby, a gęstość zaludnienia wynosiła 15 osób/km² (wśród 747 gmin Limousin La Roche-l’Abeille plasuje się na 230. miejscu pod względem liczby ludności, natomiast pod względem powierzchni na miejscu 98.).

## Populacja

Populacja La Roche-l’Abeille w latach 1962–2008